# Израильско-сомалийские отношения
Израильско-сомалийские отношения — международные дипломатические, экономические, военные, культурные и иные отношения между Федеральной Республикой Сомали и Государством Израилем. В настоящее время никаких отношений между двумя государствами нет.

## История
Сомали никогда не признавала независимость Израиля, участвует в бойкоте Израиля и запрещает въезд на свою территорию держателям израильских паспортов.
В декабре 2015 года в Иерусалиме прошла встреча чиновников двух стран на низком уровне: с сомалийской делегацией встречались работники министерства экономики и промышленности Израиля.
В июне 2016 года оппозиционные сомалийские интернет-ресурсы (Caasimada Online) сообщали о том, что президент Хасан Шейх Махмуд и трое других высокопоставленных сомалийских чиновника посетили Тель-Авив, где встретились с премьером Нетаньяху и другими официальными лицами.
В начале июля 2016 года израильский премьер-министр Биньямин Нетаньяху встретился с президентом Сомали Хасаном Шейхом Махмудом в Найроби, Кения. Это была первая в истории официальная встреча лидеров двух государств. За две недели до этого оппозиционный сомалийский новостной портал «Caasimada Online» сообщил, что президент африканской страны вместе с тремя официальными лицами посетил Тель-Авив и встречался там с Нетаньяху и другими израильскими политиками.
В марте 2019 года посол Сомали Faduma Abdullahi Mohamud воздержалась при голосовании в Совете по правам человека ООН по вопросу осуждения израильской оккупации Голанских высот. СМИ полагают, что это был первый в истории случай, когда государство-член ЛАГ не воспользовалось возможностью осудить Израиль при голосовании в крупной международной организации. Позже директор офиса главы МИД Сомали Abdullahi Dool, выступавший за нормализацию между Сомали и Израилем был уволен с должности «по причине опасений за его безопасность»; он также был вынужден бежать из страны.
Некоторые СМИ сообщали о том, что сомалийский президент Хасан Шейх Махмуд встречался с высокопоставленными израильскими чиновниками во время своего визита в ОАЭ. Точная дата встречи не называется, однако это событие произошло после вступления Махмуда в должность 16 мая 2022 года.
9 июня 2022 года пресс-секретарь президента Сомали Хасана Шейха Махмуда сообщил о проведении консультаций между правительством и парламентом страны о вопросах нормализации отношений с Израилем.

## Отношения с Сомалилендом
В мае 1991 года Сомалиленд вышел из состава Федерации Сомали и провозгласил независимость. Сомалиленд в отличие от остальной федерации живёт в условиях политической стабильности, однако это государственное образование не признаётся большинством стран мира. Его представители безуспешно работают во многих странах с тем, чтобы получить международное признание.
Спецпредставитель президента Сомалиленда в 2001—2002 годах Дахир Риял Кахин несколько раз посещал Израиль и просил израильское правительство признать независимость его страны. Все попытки его были, однако, безуспешны, даже несмотря на стратегическое расположение его страны на полуострове Сомали. По сведениям специального посланника Омара Дохода в стране работают несколько израильских бизнесменов.
После заключения договора о нормализации отношений между Израилем и ОАЭ в конце лета 2020 года, правительство Сомалиленда стало первым, признавшим данный договор. Отношения между Сомалилендом и ОАЭ являются одними из самых важных для африканского государства. По этой причине Сомалиленд рассматривает возможность нормализации отношений с Израилем через призму собственных отношений с ОАЭ и, в том числе, благодаря заключенному миру между ОАЭ и Израилем.